# Pierwaja Grigorjewka
Pierwaja Grigorjewka (ros. Первая Григорьевка) – wieś (sieło) w Rosji, w obwodzie orenburskim, w rejonie sakmarskim. W 2010 liczyła 760 mieszkańców.